# 郑汝成
郑汝成（1862年—1915年11月10日），字子敬，直隶靜海人，清朝及中华民国海军将领。

## 生平
郑汝成于光绪七年（1881年）入天津水师学堂驾驶班学习，4年后到北洋水师威远舰上见习。光绪十一年（1885年）被马尾船政局派赴英国学习海军课程。光绪十五年（1889年）归国，在海军任职。光绪三十三年（1907年）后，历任海军处机要司司长、司法司司长、烟台海军学堂监督等职。
民国二年（1913年），被大总统袁世凯任命为大总统府高等侍卫武官。同年二次革命爆发。1913年7月，郑汝成被袁世凯任命为上海镇守使，率陆军第七旅、第十九旅驻上海。因成功防守江南制造局，击退了陈其美等革命党的进攻，被任命为上海警备地域司令官、江南制造局总办等职务，授海军上将，控制了上海的军政大权。8月6日，郑汝成宣布上海戒严。8月8日《戒严法》公布，戒严令将上海划定为警备地域。
民国四年（1915年），袁世凯同日本签订《二十一条》，受袁世凯信任的郑汝成为上海革命党人的首要刺杀目標。8月18日，他于招商局码头遇刺，沒有受傷。11月10日，陈其美再派王晓峰、王明山在上海外白渡桥向郑汝成的車輛投弹，令它癱瘓下來。王曉峰上前用駁殼槍將鄭打死。緊接著他們還在橋上向路過的途人演講了一分鐘，才被租界的巡捕拘捕。 次日，袁世凯追封鄭汝成为一等彰威侯。

## 來源参考
1. 1 2 3 4 5  .   [2019-04-20]. （原始内容存档于2015-02-18）.
2. ↑  . 网易. 2021-01-21  [2021-10-19]. （原始内容存档于2021-11-20）.
3. ↑  . 時報 (上海). 1915-08-20.
4. ↑  . news.ifeng.com.   [2021-10-19]. （原始内容存档于2021-11-21）.
5. ↑  . 東方雜誌. 1915-12, 12卷 (12期). 上海日本領事館本日舉行日皇加冕祝賀禮，上海鎭守使鄭汝成前往道賀，中途突遇刺客二人用鎗襲擊，立時殞命，凶手當場被獲。次日，奉大總統申令，追封鄭汝成为一等彰威侯，並加優卹

- . 盛京時報 (奉天). 1915-11-23.